# Utwe

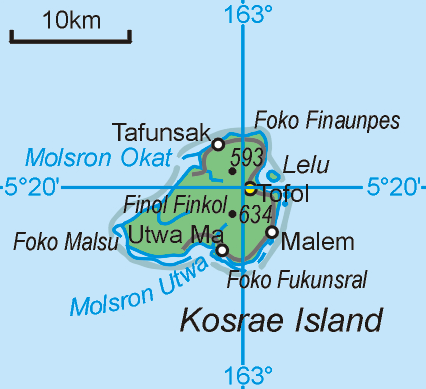
Kaart van Kosrae met Utwe in het zuiden.

Utwe (of Utwa) is een gemeente op Kosrae in Micronesia. Utwe is de op een na grootste gemeente qua oppervlakte van Kosrae. Utwa grenst in het oosten aan Malem en in het noorden aan Tafunsak. Utwe heeft 1.056 inwoners.
Lelu · Malem · Tafunsak · Utwe · Walung